# Vespri nizzardi

Lo stemma della città di Nizza

I Vespri nizzardi furono una sollevazione popolare antifrancese consumatasi fra l'8 ed il 10 febbraio 1871 in una Nizza da poco annessa alla Francia. Divenuta Terza Repubblica in seguito alla detronizzazione di Napoleone III avvenuta il 4 settembre 1870, la Francia indisse elezioni e Giuseppe Garibaldi venne eletto all'Assemblea nazionale di Bordeaux con il preciso mandato di far abrogare il Trattato di Torino del 1860. Le elezioni palesarono un pressoché unanime sostegno dell'ideale di Nizza città d'Italia (26.534 voti su 29.428 voti espressi) e gli abitanti del territorio nizzardo reagirono ribellandosi al dominio francese, il quale venne ripristinato solo con le armi in seguito all'invio di diecimila soldati per sedare la rivolta. In sede d'assemblea fu a Garibaldi impedito di parlare ed egli rassegnò di conseguenza le dimissioni. 
La ribellione fu un esempio dello stretto legame culturale e politico fra Nizza e l'Italia. La prima aveva infatti attivamente partecipato al processo per l'Unità nazionale, rimanendone poi esclusa per scelte diplomatiche del primo Re d'Italia e del suo primo ministro. Esempi dell'opinione nizzarda sulla propria identità li si possono ritrovare negli scritti di Garibaldi, il quale asserì ad esempio: «Negare l’italianità di Nizza è negare la luce del sole».
Il fallimento della rivolta causò la condanna di taluni irredentisti e la fuga di molti altri, ma sancì soprattutto l'avvio d'una politica di francesizzazione forzata ancora più invadente della precedente.

## Antefatti
Nizza mantenne per la quasi totalità della sua storia uno stretto legame culturale e politico con la penisola italica, tanto che i nizzardi si consideravano, secondo studiosi come Enrico Sappia, completamente italiani durante il Rinascimento. La penetrazione francese incominciò nel primo Settecento, quando numerosi contadini occitani si trasferirono nell'entroterra montuoso della contea di Nizza occupata dai francesi, ed ebbe il suo apogeo ai tempi della Rivoluzione francese, quando il territorio della città fu annesso alla Francia per la prima volta ed i nizzardi italiani reagirono con la guerriglia del barbetismo.
Il cosiddetto "Periodo sabaudo" (durato dal 1388 fino al 1860) finì col "Risorgimento tradito". Nizza infatti, pur essendo la città natale dello stesso Garibaldi, non fu unita all'Italia durante le guerre d'indipendenza italiane dell'Ottocento a causa di accordi presi fra il governo francese e quello sabaudo. Quest'ultimo consentì infatti alla Francia di annettere Nizza tramite un plebiscito dall'esito molto contestato quale compenso del sostegno francese alla seconda guerra d'indipendenza.
Giuseppe Garibaldi si oppose tenacemente alla cessione della sua città natale alla Francia e sostenne che il plebiscito che ratificava in trattato era viziato da brogli elettorali. Garibaldi fu eletto nel 1871 a Nizza all'assemblea nazionale, dove tentò di promuovere l'annessione della sua città natale al neonato stato unitario italiano, ma gli fu impedito di parlare. A causa di questo diniego, tra il 1871 ed il 1872 a Nizza ci furono delle sommosse promosse dai garibaldini che sfoceranno nei Vespri nizzardi.

## Storia
A seguito del plebiscito per la ratifica della cessione della contea, parte della popolazione locale scelse d'emigrare nel Regno d'Italia. Tale evento, noto come esodo nizzardo, coinvolse 11.000 dei 44.000 abitanti della città. I nizzardi che decisero di rimanere furono sottoposti ad un forte tentativo di francesizzazione che venne rigettato dalla popolazione incrementando l'ostilità di essi verso il dominio francese. L'astio della popolazione per il Risorgimento tradito nonché per la francesizzazione forzata trovò quali propri portavoce gli irredentisti italiani nonché l'Eroe dei due mondi: Giuseppe Garibaldi.
L'8 febbraio 1871 si tennero le elezioni in seguito alla caduta del Secondo Impero ed alla proclamazione della Repubblica. Garibaldi venne eletto all'Assemblea Nazionale col preciso mandato di far abrogare quello che veniva percepito come il tradimento del Trattato di Torino. Nelle elezioni politiche le liste filo-italiane ebbero 26.534 voti su 29.428 voti espressi.
In risposta alle rivendicazioni nizzarde, il Governo repubblicano francese inviò nella vecchia Contea di Nizza un esercito di 10.000 soldati. Ristabilita col sangue l'autorità francese, i repubblicani chiusero il giornale pro italiano Il Diritto ed incarcerarono numerosi irredentisti italiani di Nizza. Il 13 febbraio 1871 fu impedito al deputato Garibaldi di parlare davanti all'Assemblea Nazionale ed egli presentò le dimissioni.
Dopo i Vespri nizzardi del 1871 furono allontanati da Nizza gli irredentisti che appoggiarono il Risorgimento italiano, completando quindi l'esodo nizzardo verificatosi al momento dell'annessione. Il più illustre di questi era Luciano Mereu, espulso da Nizza con altri tre rinomati nizzardi garibaldini: Adriano Gilli, Carlo Perino, e Alberto Cougnet. Anche il famoso scrittore e critico d'arte Giuseppe Bres (autore di Notizie intorno ai pittori nicesi Giovanni Miraglietti, Ludovico Brea e Bartolomeo Bensa e de L'arte nell'estrema Liguria occidentale) fu esiliato dai francesi per alcuni anni a causa della sua partecipazione ai Vespri nizzardi.
Successivamente e fino alla fine del secolo, oltre all'espulsione di vari cittadini di Nizza moderatamente favorevoli all'Italia ed al suo Risorgimento, si ebbe un ulteriore forte rafforzamento del processo di francesizzazione in tutta l'ex provincia di Nizza sabauda, con la chiusura di tutti i giornali in lingua italiana (come la rinomata La Voce di Nizza) e con la completa francesizzazione dei toponimi del Nizzardo.

## Ricerche storiche
La storia dei Vespri nizzardi del 1871 venne raccontata da Enrico Sappia nel suo libro Nizza contemporanea, pubblicato a Londra e bandito in Francia.
Le vicende che accaddero nel 1871 a Nizza sono state oggetto di una conferenza dal titolo I Vespri nizzardi nel 140º anniversario 1871 – 2011 svoltasi a Bolzano il 2 aprile 2011.
La conferenza fu organizzata da Achille Ragazzoni, presidente del Comitato locale dell'Istituto per la Storia del Risorgimento Italiano e da Giulio Vignoli, già docente di diritto internazionale all'Università di Genova e autore del volume su Storie e letterature di Nizza e del Nizzardo (e di Briga e di Tenda e del Principato di Monaco).